# 800 mètres masculin aux Jeux olympiques d'été de 1936 (athlétisme)
Pour un article plus général, voir Athlétisme aux Jeux olympiques d'été de 1936.
Navigation
Los Angeles 1932 Londres 1948
L'épreuve du 800 mètres masculin aux Jeux olympiques de 1936 s'est déroulée les 2, 3 et 4 août 1936 au Stade olympique de Berlin, en Allemagne. Elle est remportée par l'Américain John Woodruff.

## Résultats

### Finale
| Rang               | Athlète              | Pays            | Temps        | Notes |
| ------------------ | -------------------- | --------------- | ------------ | ----- |
| Médaille d'or      | John Woodruff        | États-Unis      | 1 min 52 s 9 |       |
| Médaille d'argent  | Mario Lanzi          | Italie          | 1 min 53 s 3 |       |
| Médaille de bronze | Phil Edwards         | Canada          | 1 min 53 s 6 |       |
| 4                  | Kazimierz Kucharski  | Pologne         | 1 min 53 s 8 |       |
| 5                  | Chuck Hornbostel     | États-Unis      | 1 min 54 s 6 |       |
| 6                  | Harry Williamson     | États-Unis      | 1 min 55 s 8 |       |
| 7                  | Juan Carlos Anderson | Argentine       |              |       |
| 8                  | Gerald Backhouse     | Australie       |              |       |
| 9                  | Brian MacCabe        | Grande-Bretagne |              |       |